# Poliomintha marifolia
Poliomintha marifolia là một loài thực vật có hoa trong họ Hoa môi. Loài này được (Schauer) A.Gray miêu tả khoa học đầu tiên năm 1872.